# Généralité de Valenciennes
1678–1790
(347 ans)
Entités précédentes :
- Création

Entités suivantes :
- Nord
- Ardennes

Ne doit pas être confondu avec Généralité valencienne.
La généralité de Valenciennes est une circonscription administrative de France qui date de 1678 environ.
Elle se comportait des bailliages ; 16 subdélégations.

## La généralité d'après le règlement royal du 19 février 1789 (États généraux)
- Province du Cambrésis à Cambrai, 4 députés ;
- Bailliage d'Avesnes, 4 députés, (Agimont ou Givet, Bavay, Fumay, Maubeuge, Revin) ;
- Bailliage du Quesnoy, 6 députés, (Bouchain, Condé, Mortagne, Prévôté-le-Comte, Saint-Amand) ;
- Ville de Valenciennes, 2 députés.

## Liste des circonscriptions administratives
La généralité étant une des circonscriptions administratives majeures, la connaissance historique du territoire concerné passe par l'inventaire des circonscriptions inférieures de toute nature. Cet inventaire est la base d'une exploration des archives réparties entre les différentes archives départementales des départements compris dans la généralité.
Cette liste est à confronter aux bailliages donnés ci-dessus.
- Subdélégation d'Avesnes
- Subdélégation de Bavay
- Subdélégation de Bouchain
- Subdélégation de Cambrai
- Subdélégation de Condé
- Subdélégation de Fumay
- Subdélégation de Givet
- Subdélégation de Landrecies
- Subdélégation du Cateau
- Subdélégation de Mariembourg
- Subdélégation de Maubeuge
- Subdélégation de Mortagne
- Subdélégation de Philippeville
- Bailliage du Quesnoy
- Subdélégation du Quesnoy
- Subdélégation de Saint-Amand-les-Eaux
- Subdélégation de Valenciennes